# ベルリン会議 (1954年)
1954年のベルリン会議（ベルリンかいぎ）は、1954年1月25日から2月18日にかけて、アメリカ合衆国（ジョン・フォスター・ダレス）、イギリス（アンソニー・イーデン）、フランス（ジョルジュ・ビドー）、ソビエト連邦（ヴャチェスラフ・モロトフ）という四大国の外務大臣らが集まって行われた会議である。この会議は、冷戦時代における第一次米ソデタント、いわゆる「雪どけ」の初期の成果であった。
この会議では、先の朝鮮戦争や、フランスとベトミンの間で続いている第一次インドシナ戦争の解決に向けて、より広範な国際会議を招集することが合意されたが、欧州の安全保障や、第二次世界大戦後に四大国の占領下にあったドイツとオーストリアの国際的地位などについては合意に至らなかった。オーストリアが中立国になればソ連は撤退するということで合意したほかは、ほとんど進展がなかった。
ベルリン会議の影響により、各国首脳間の合意も形成されなかった。ドイツやオーストリアの自由選挙などの問題で、東西間に「自由への恐れ」があった。ソ連はどちらの国にも信頼を置こうとしなかった。ベルリン会議終了の8週間後の同年4月、四大国はジュネーヴ会議を開催した。ジュネーヴ会議では、インドシナ半島の一時的な和平とフランスのベトナムからの撤退が実現したが、朝鮮半島の正式な和平は実現しなかった。